# Юнге, Екатерина Фёдоровна
Графиня Екатери́на Фёдоровна Толста́я, в замужестве Ю́нге (24 ноября [6 декабря] 1843[…], Санкт-Петербург — 20 января [2 февраля] 1913[…], Москва) — русская художница-акварелистка, которая писала в основном пейзажи Крыма, а также портреты. Дочь скульптора графа Ф. П. Толстого, автор подробных воспоминаний, неоднократно переизданных.

## Биография
Родилась 24 ноября 1843 года в Санкт-Петербурге в семье живописца и скульптора, вице-президента Академии художеств графа Фёдора Петровича Толстого. Старшая единокровная сестра — писательница Мария Фёдоровна Каменская.
В царствование Александра II Екатерина Фёдоровна держала либеральный салон. Поддерживала дружеские связи со многими видными художниками и литераторами своего времени. В частности, оставила воспоминания о своём знакомстве с Тарасом Шевченко.

### Творчество
Искусствам училась у знаменитого отца. Основная область творчества — пейзажи и портреты. Пейзажи Екатерины Толстой (Юнге) регулярно появлялись на выставках «Общества русских акварелистов». В 1878 году была награждена малой серебряной медалью «за хорошие […] в живописи познания». В 1885 году стала почетным вольным общником Академии художеств.
Работы художницы находятся в Третьяковской галерее, в Государственном Литературном музее в Москве, в музее-усадьбе В. Поленова, в других картинных галереях, а также во многих частных коллекциях.

### Семья
С 15 сентября 1863 года Е. Ф. Юнге была женой известного врача Эдуарда Андреевича Юнге.
Сыновья: Владимир (1864—1902), Фёдор (1866—1927), Александр (1872—1921), Сергей (1879—1902).
С 1890 года супруги жили раздельно. Двое из их сыновей, Владимир и Сергей, умершие в 1902 году похоронены рядом с отцом, в семейном склепе Юнге, который был спроектирован на прибрежном холме близ их имения в Коктебеле.
Умерла 20 января 1913 года в Москве; похоронена в некрополе Донского монастыря.

### Отношения с Волошиным
Семья Юнге стояла у истоков крымского курорта Коктебель, где супруги в 1883 году приобрели обширные земельный участки, впоследствии распроданные ими под дачи. В Коктебеле, художественной части фондовой коллекции Дома-музея Максимилиана Волошина, с которым Е. Ф. Юнге сохраняла хорошие отношения на протяжении многих лет, хранится несколько этюдов Екатерины Юнге.
Создала портрет Волошина.

### Отношения с Львом Толстым
На протяжении своей долгой жизни, начиная с детских лет, знала многих замечательных людей. В доме её отца бывали лучшие представителя литературы и искусства, в том числе и близкий друг её родителей, Тарас Шевченко. Благодаря этому, написанные Е. Ф. Юнге живые и содержательные «Воспоминания», охватывающие середину прошлого века (1843–1863), представляют очень большой интерес. Лев Толстой, по его выражению, «зачитывался её воспоминаниями не в положенное время».
В тех же своих «Воспоминаниях» Юнге упоминает о начале своего знакомства с Львом Толстым, когда он после Крымской кампании приехал в Петербург и бывал в доме её отца. Она пишет: «После войны приезжал в Петербург и явился к нам Л. Н. Толстой; он тогда был ещё очень молод, но его произведения читались нарасхват; он уже стоял наряду с лучшими писателями, а наш кружок ставил его выше многих; в его „Детстве“ и „Севастопольских рассказах“ веяло чем-то совсем новым, но таким, что находило отголосок во многих сердцах». Впоследствии, почти через тридцать лет, Екатерина Федоровна возобновила знакомство с Толстым, вследствие впечатления, произведенного на неё в 1884 году «Евангелием» Толстого. Лев Николаевич с большой теплотой стал относиться к ней, она многократно бывала у него и иногда переписывалась с ним. По свидетельству писателя Сергея Елпатьевского, Екатерина Фёдоровна «удивительно походила лицом на Льва Николаевича», «и не одним только лицом, — в ней много было толстовского».
Вероятно, в приезд Е. Юнге в Ясную Поляну в начале февраля 1903 года Лев Толстой рассказал ей о собирании им материалов для работы над повестью «Хаджи Мурат», и в частности для главы о Николае I. Можно думать, что Толстой просил Юнге прислать ему такие материалы. В мае того же года она вновь приехала в Ясную Поляну и прогостила у Толстых неделю, и привезла Толстому какие-то материалы для повести «Хаджи-Мурат». Среди этих материалов были и написанные Юнге заметки о Николае I, написанные специально для Толстого и по его просьбе. Только два из семи записанных ею эпизодов (IV и VI) отмечены ею в обширных её «Воспоминаниях» (стр. 119)[уточнить], при чём один в несколько другой редакции, а другой лишь в виде краткого упоминания.
Заметки Е. Ф. Юнге касаются личности Николая I, которой Толстой в то время очень интересовался. В письме к А. А. Толстой (от 26 января 1903 года) он писал: «Я пишу не биографию Николая, но несколько сцен из его жизни мне нужны в моей повести „Хаджи Мурат“. А так как я люблю писать только то, что я хорошо понимаю, ayant, так сказать, les coudées franches, то мне надо совершенно, насколько могу, овладеть ключом к его характеру. Вот для этого-то я собираю, читаю все, что относится до его жизни и характера». Заметки Е. Ф. Юнге содержат в себе отдельные эпизоды и детали, относящиеся к различным моментам жизни Николая I и характеризующие его, как деспота и самодура. Внимание писателя привлекли два эпизода, рассказанные Юнге, — первый и последний, седьмой. Первый использован им частично, последний — почти полностью: «Мне нужно, — писал он в цитированном выше письме А. А. Толстой, — именно подробности обыденной жизни, то, что называется la petite histoire: история его интриг, завязывавшихся на маскараде, его отношение к Нелидовой и отношение к нему его жены». В заметках Юнге писатель нашёл именно то, что ему было так необходимо для характеристики Николая I. Оба отмеченных эпизода касаются именно маскарадных встреч царя.

### Отношения с Николаем Ге
Екатерина Юнге была хорошо знакома с Николаем Ге. Дважды она гостила у художника на хуторе Ивановское — в 1884 и в 1891 году. Юнге оставила подробные воспоминания об одном из уничтоженных самим художником вариантов последнего полотна Николая Ге «Распятие», опубликованные в 1978 году. На её устные воспоминания о встрече с Николаем Ге и впечатления от «Распятия» опирался Илья Репин в большой статье, посвящённой памяти только что умершего художника и его произведениям Страстного цикла.

## Публикации текстов
- Юнге Е. Ф. Воспоминания (1843—1860 гг.) / Е. Ф. Юнге (урожд. графиня Толстая); [предисл. А. П. Новицкого]. — М. : Сфинкс, 1914. Все иллюстрации и фотографии из издания 1914 года доступны на Викискладе.
- Юнге Е. Ф. Воспоминания о Н. И. Костомарове / Екатерина Юнге // Киевская старина. — Киев, 1890. — Т. 28, № 1. — С. 22–34.
- Юнге Е. Ф. Воспоминания. Переписка. Сочинения. 1843—1911 / Е. Ф. Юнге; сост. А. Н. Розанов, предисл. А. Г. Королевой, коммент. С. А. Лимановой, А. Н. Розанова. — М. : Кучково поле, 2017. — 544 с., 8 л. ил. — ISBN 978-5-9950-0756-2. — ISBN 978-5-9907283-8-7.